# Mad Love (canción)
«Mad Love»  es una canción del cantante jamaicano Sean Paul y el DJ y productor francés David Guetta en colaboración con la cantante estadounidense Becky G. Fue subida a través del sello Island Records el 16 de febrero de 2018 y es el sencillo principal del séptimo álbum de estudio del cantante Sean Paul.

## Trasfondo musical
La canción fue escrita por Sean Paul, David Guetta, Emily Warren, Shakira, Rosina Russell, Ina Wroldsen Raoul Lionel, Jack Patterson y Giorgio Tuinfort, con la producción de Guetta, Patterson, Tuinfort, Jason Jigzagula Henriques, Banx & Ranx y 1st Klase. El lanzamiento fue dado a conocer en junio de 2017, e inicialmente iba a llamarse "Temple" e iba a ser interpretada por Sean Paul y Shakira, en lugar de Becky G.

## Listas
| Listas (2018)                                    | Mejor posición |
| ------------------------------------------------ | -------------- |
| Alemania (GfK Entertainment Charts)              | 27             |
| Austria (Ö3 Austria Top 40)                      | 48             |
| Bélgica (Ultratip)                               | 11             |
| Escocia (Scottish Singles and Albums Charts)     | 72             |
| E.E.U.U (Hot Dance/Electronic Songs) (Billboard) | 9              |
| España (PROMUSICAE)                              | 55             |
| Francia (SNEP)                                   | 55             |
| Polonia (Polish Airplay Top 100)                 | 42             |
| Reino Unido (UK Singles Chart)                   | 71             |
| Suecia (Sverigetopplistan)                       | 8              |
| Suiza (Schweizer Hitparade)                      | 36             |
| Venezuela (National-Report)                      | 89             |

## Certificaciones
| País   | Proveedor  | Certificación | Ventas Certificadas |
| ------ | ---------- | ------------- | ------------------- |
| España | PROMUSICAE | Platino       | 40 000              |

## Historial de lanzamientos
| País           | Fecha                 | Formato                     | Sello                           | Ref.   |
| -------------- | --------------------- | --------------------------- | ------------------------------- | ------ |
| Estados Unidos | 20 de febrero de 2018 | Rhythmic contemporary radio | Island Records Republic Records | [ 15 ] |
| Italia         | 16 de marzo de 2018   | Contemporary hit radio      | Universal                       | [ 16 ] |
| Otros países   | 16 de febrero de2018  | Descarga digital            | Island Records                  | [ 17 ] |

## Créditos y personal
Créditos adaptados por Tidal.

### Autores
- Sean Paul Henriques
- Pierre David Guetta
- Emily Warren
- Shakira Mebarak Ripoll
- Jack Patterson
- Rosina Russell
- Giorgio Tuinfort
- Ina Wroldsen
- Raoul Lionel Chen

### Productores
- David Guetta
- Josec Guerrero
- Jack Patterson
- Jason Jigzagula Henriques
- Giorgio Tuinfort
- Banx & Ranx
- 1st Klase